# Coppa La Manga
La Coppa La Manga è un trofeo amichevole organizzato in inverno a La Manga del Mar Menor (Murcia, Spagna). Solitamente, le squadre partecipanti arrivano da paesi con campionati strutturati ad anno solare: Norvegia, Svezia, Finlandia, Danimarca, Russia, Ucraina, Canada e Stati Uniti. La prima volta fu disputata nel 1999 e il torneo fu vinto dal Rosenborg. Il club detiene anche il record di vittorie della manifestazione, con tre successi.

## Albo d'oro
| Anno      | Vincitore           | 2º posto               | Risultato        |
| --------- | ------------------- | ---------------------- | ---------------- |
| 1999      | Rosenborg           | Stabæk                 | 2-2 (5-4 d.c.r.) |
| 2000      | Brøndby             | Rosenborg              | 2-0              |
| 2001      | Rosenborg           | AIK                    | 2-1              |
| 2002      | Helsingborg         | Lillestrøm             | 2-2 (6-5 d.c.r.) |
| 2003      | Rosenborg           | Odd Grenland           | 1-0              |
| 2004      | New York MetroStars | Viking                 | 1-0              |
| 2005      | Rubin Kazan'        | Lillestrøm             | N.D.             |
| 2006      | Rubin Kazan'        | Kryl'ja Sovetov Samara | 4-0              |
| 2007      | Vålerenga           | Lillestrøm             | N.D.             |
| 2008 (I)  | Šachtar             | Viking                 | 3-0              |
| 2008 (II) | Kalmar              | Brøndby                | 2-0              |
| 2009      | Honka               | Nordsjælland           | 1-1 (9-8 d.c.r.) |
| 2010      | Molde               | Nordsjælland           | 2-1              |